# Milarepa Fund
Pour les articles homonymes, voir Milarépa (homonymie).
Le Milarepa Fund est une association américaine à but non lucratif qui récolte de l'argent pour le mouvement d'indépendance tibétain et qui tente de promouvoir ses idées.

## Historique
Le Milarepa Fund a été fondé en mai 1994 par le musicien Adam Yauch et l'activiste Erin Potts. La fondation doit son nom à un poète et yogi du XIe siècle, Milarépa. À l'origine, le but était de redistribuer au profit de l'indépendance tibétaine les royalties perçues par Yauch pour les chansons Shambala et Bodhisattva Vow, enregistrées en 1994 par les Beastie Boys, qui samplaient des chants tibétains. La première action au profit de la fondation a eu lieu au cours de la tournée Lollapalooza en 1994. Comme les Beastie Boys faisaient partie des têtes d'affiche du festival, le Milarepa Fund en a profité pour installer des stands d'information et distribuer des tracts en faveur de l'indépendance tibétaine tout au long de la tournée. Certains fans se montrèrent réceptifs, mais d'autres furent hostiles et reprochèrent par la suite à Adam Yauch d'avoir causé le retard de la sortie du cinquième album des Beastie Boys, Hello Nasty, à cause de son engagement dans le Milarepa Fund.
En 1996, le Milarepa Fund s'inspire de cette première action pour organiser un concert de deux jours au Golden Gate Park, à San Francisco, intitulé le Concert pour la Liberté au Tibet. Le concert permit de récolter plus de 800 000 dollars pour diverses associations de Tibétains en exil. À la suite de ce succès, une tournée Tibet Libre (Free Tibet Tour) fut organisée le même été par l'association Students for a Free Tibet (SFT) et la campagne internationale pour le Tibet. D'autres concerts, semblables à celui de 1996, furent organisés par la suite en 1997, 1998 et 1999.
En 1998, le Milarepa Fund, le SFT et la Campagne internationale pour Tibet ont organisé une manifestation en faveur de l'indépendance tibétaine sur la pelouse du Capitole, à Washington, qui aurait réuni 15 000 personnes d'après eux.